# شناسایی شیء متحرک
شناسایی شیء متحرک تکنیکی است که در بینایی رایانه‌ای و پردازش تصویر استفاده می‌شود. چندین فریم متوالی از یک ویدئو با روش‌های مختلف مقایسه می‌شوند تا مشخص شود آیا جسم متحرکی شناسایی شده است یا خیر.
شناسایی اجسام متحرک برای طیف گسترده‌ای از کاربردها مانند نظارت ویدئویی، شناسایی فعالیت، نظارت بر وضعیت جاده‌ها، ایمنی فرودگاه‌ها، نظارت بر حفاظت در امتداد مرزهای دریایی و غیره استفاده شده است.

## تعریف
شناسایی جسم متحرک، تشخیص حرکت فیزیکی یک شیء در یک مکان یا منطقهٔ معین است. با عمل بخش‌بندی تصویر بین اجسام متحرک و منطقه یا منطقهٔ ثابت، می‌توان حرکت اجسام متحرک را ردیابی کرد و بدین گونه بعداً تجزیه و تحلیل کرد. برای دستیابی به این هدف، ویدئو را ساختاری در نظر بگیرید که بر روی فریم‌های منفرد ساخته شده است، شناسایی شیء متحرک برای یافتن هدف‌(های) متحرک پیش‌زمینه است، چه در هر فریم ویدئو یا فقط زمانی که هدف متحرک، اولین پیدایش را در ویدئو نشان دهد.

## روش‌های سنتی
در میان تمام روش‌های سنتی شناسایی شیء متحرک، می‌توانیم آن‌ها را به چهار روش اصلی دسته‌بندی کنیم: تفریق پس‌زمینه، تفاوت فریم، تفاوت موقتی، و شار نوری.

### تفاوت فریم
به جای استفاده از روش سنتی در روش تفریق فریم با استفاده از عملگر تفریق برای تفریق تصویر دوم با تصاویر پس از آن، روش تفاوت قاب، تفاوت بین دو فریم (قاب) متوالی را برای شناسایی اهداف متحرک حساب می‌کند.

### تفاوت موقتی
روش تفاوت موقتی شیء متحرک را با استفاده از روش تفاوت پیکسل به پیکسل از دو یا سه فریم متوالی شناسایی می‌کند.